# Classe Bragadin
La classe Bragadin era una classe di sommergibili posamine della Regia Marina costruita negli anni trenta ed utilizzata durante la seconda guerra mondiale.

## Caratteristiche
Appartenevano al tipo «Bernardis» (a scafo semplice con doppifondi centrali). Derivati dalla classe Vettor Pisani, avevano vari problemi: scarsa stabilità, beccheggio che comportava lo sbilanciarsi verso prua con mare agitato (problemi risolti con l'installazione di controcarene ed il rialzo della prua, ma che ebbero come conseguenza la riduzione della velocità), inefficiente apparato di posa delle mine (che fu infatti usato in guerra solo una volta, dal Bragadin): perciò tale classe non fu replicata e in guerra le due unità svolsero prevalentemente attività di trasporto e addestramento.

## Unità

### Marcantonio Bragadin
Nel 1935 fu protagonista di una collisione con il sommergibile Tito Speri.
Durante la seconda guerra mondiale svolse una sola missione di posa di mine, cui se ne aggiunsero 11 di trasporto e 65 di addestramento.
Si consegnò agli Alleati all'armistizio e operò per loro in esercitazioni antisommergibile sino ad essere fermato da un guasto; disarmato, fu demolito nel dopoguerra.

### Filippo Corridoni
Nel corso del secondo conflitto mondiale svolse 23 offensive, 15 di trasporto e 7 di trasferimento.
All'armistizio si consegnò agli Alleati e fu impiegato per rifornire la guarnigione di Lero durante la difesa di quest'isola.
Fu radiato e demolito nel dopoguerra.